# Monumento a Ramón Pérez de Ayala

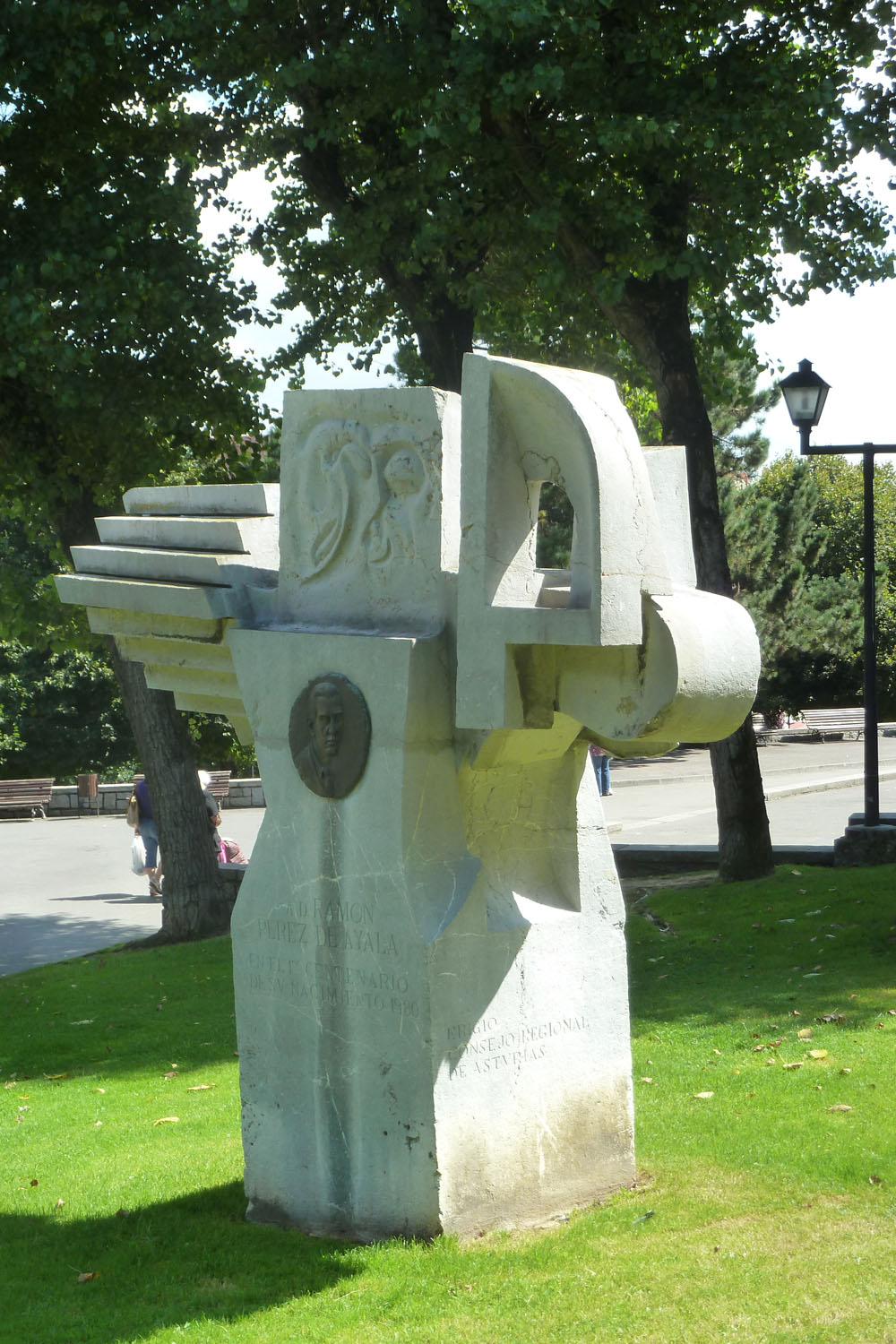
Monumento a Ramón Pérez de Ayala.

El monumento a Ramón Pérez Ayala, ubicado en el paseo Antonio García Oliveros (Parque Campillín) en la ciudad de Oviedo, Principado de Asturias, España, es una de las de más de un centenar de esculturas urbanas que adornan las calles de esa ciudad.
Esta escultura datada en 1980 está hecha de piedra y bronce y es obra de José Antonio Nava Iglesias. Se trata de un homenaje de la ciudad de Oviedo al escritor y periodista ovetense Ramón Pérez de Ayala.
El paisaje urbano de esta ciudad se ve adornado por obras escultóricas, generalmente monumentos conmemorativos dedicados a personajes de especial relevancia en un primer momento, y más puramente artísticas desde finales del siglo XX.